# Burnside (Suriname)
Burnside is een dorp en voormalige katoenplantage in het district Coronie in Suriname. Het ligt aan de Oost-Westverbinding.

## Geschiedenis
Burnside werd opgericht als plantage en kende in 1827 een grootte van duizend akkers. De plantage was eigendom van Schotse eigenaren. De eerste eigenaar van Burnside was Alexander Cameron. Hij schafte het in 1808 aan als lotnummer 210, in de tijd toen Suriname een Engels tussenbestuur had. In die tijd kwamen veel Engelsen en vooral Schotten van Berbice naar Nickerie en Coronie.
Burnside was de eerste plantage, van waaruit de ontginning oostwaarts volgde. Cameron gaf het grondstuk de naam Burnside, een naam die geografische aanduiding vaker voorkomt in Schotland. De aanplant op Burnside veranderde over de jaren en was bijvoorbeeld katoen (rond 1819/1821) en suiker (1863 en 1877).

## Katholieke kerk

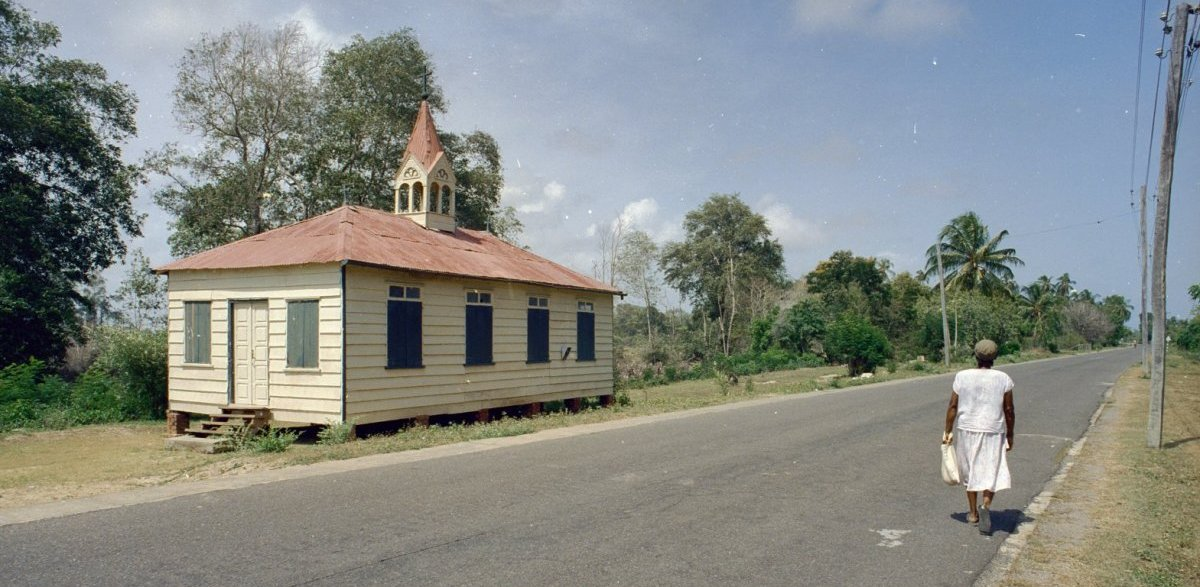
Heilige Hartkerk in Burnside, 1998

Te Burnside was sprake van rooms-katholieke missionering vanaf 1842. In 1869, dus na de emancipatie, gaf de toenmalige eigenaar A. Howard toestemming voor de bouw van een kerk. Dit werd een kerk zonder extra bewoning. Het werd eens in de veertien dagen door een pastoor bezocht om de mis te vieren. Het ontwerp is van de frater-architect Frans Harmes, die later de nieuwe Sint-Petrus-en-Pauluskerk van Paramaribo zou uittekenen. De Heilige Hartkerk in Burnside staat op de  monumentenlijst van Suriname.

## Emancipatie
Bij de afschaffing van de slavernij in Suriname in 1863 waren er 380 slaven op plantage Burnside. Er werden 88 verschillende familienamen geboekstaafd.

## Terp van Burnside
In 1887 werd een opvallende heuvel ten westen van Burnside ontdekt door Christiaan Johannes Hering (1829-1907), wel de eerste amateur-archeoloog van Suriname genoemd. In de heuvel trof hij inheemse beenderen en aardewerkscherven aan. Hij doorgrondde toen niet dat het om een precolumbiaanse terp ging in plaats van een natuurlijk ontstane heuvel. Dit werd zestig jaar later, ruim na zijn dood vastgesteld.

## Galerij

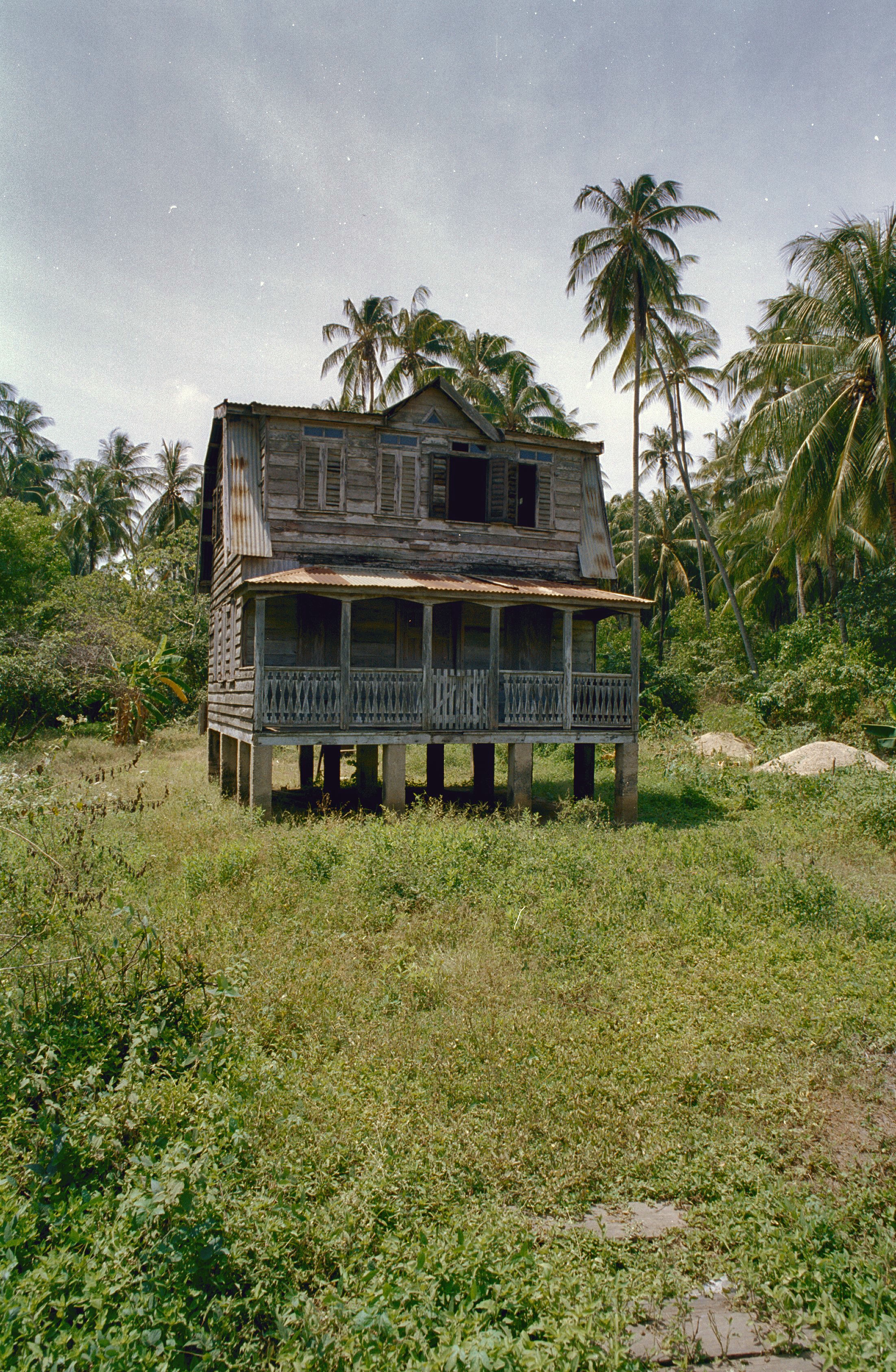
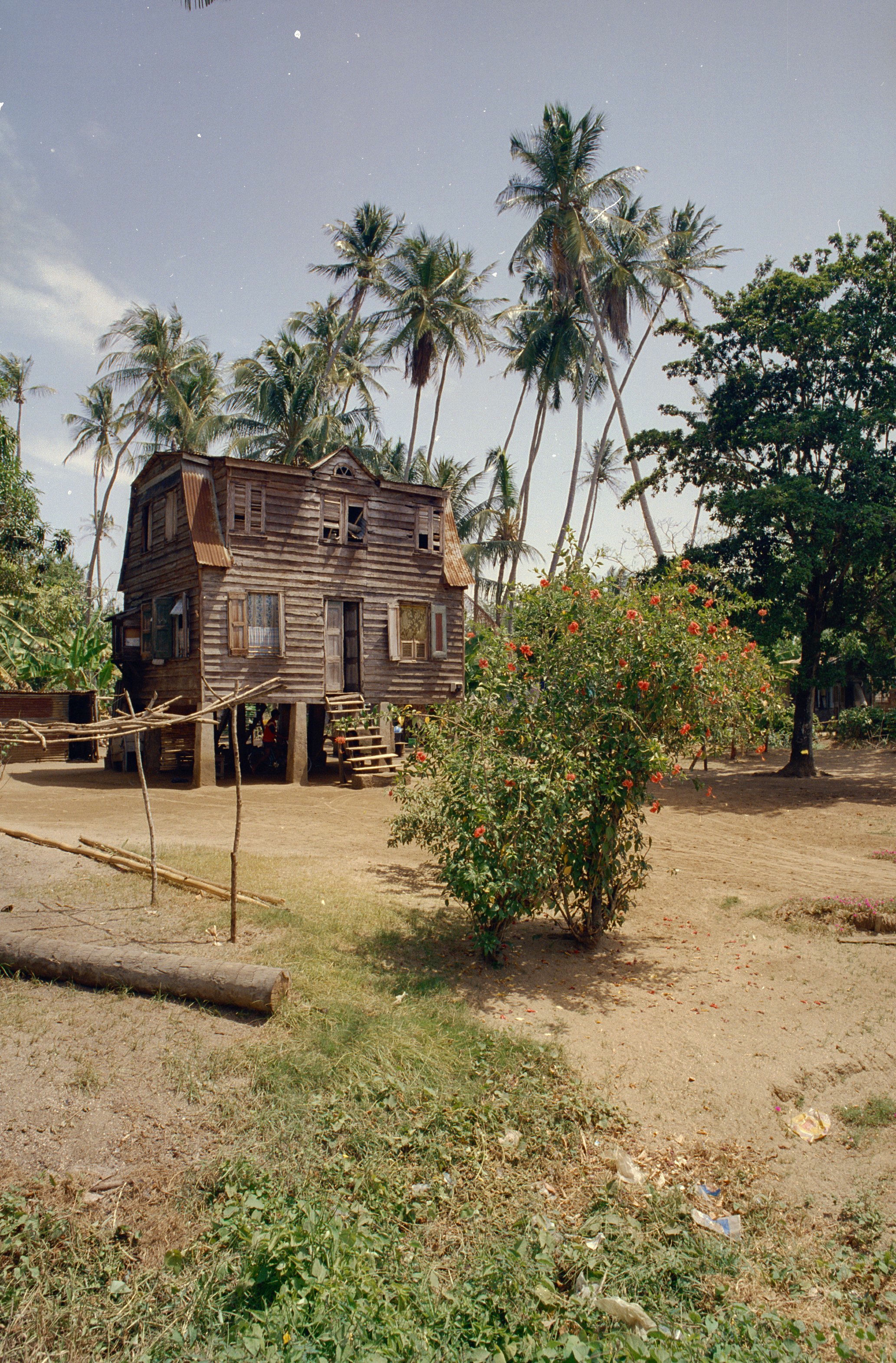
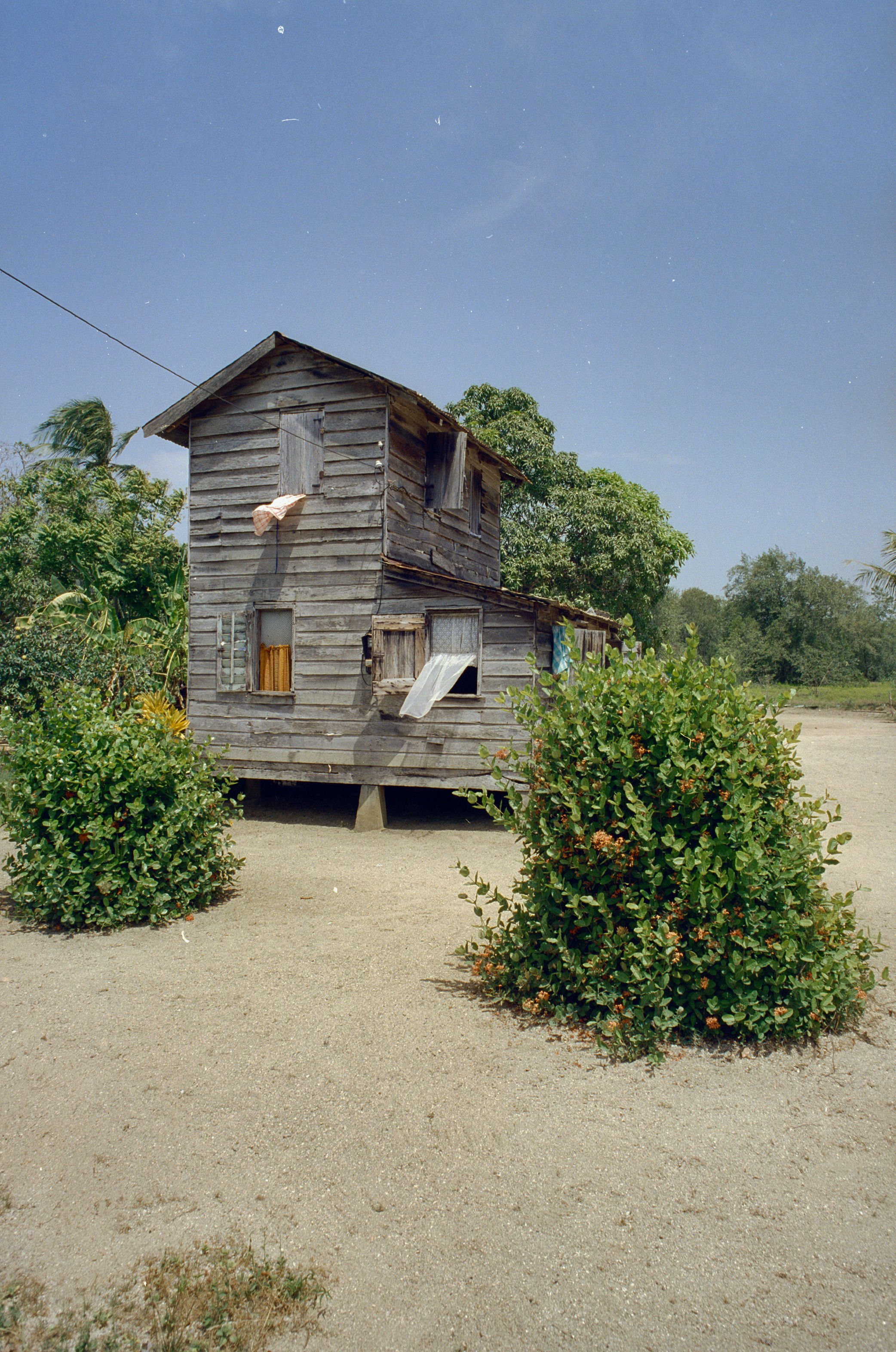

A la bonne heure · Anna's Zorg · Akkerboom · Alliance · Alkmaar · Andresa · Auka · Andreesgift · Bantaskine · Barbados · Batavia · Beekenhorst · Belladrum · Bellevue · Belwaarde · Beninenburg · Berg en Dal · Bergen op Zoom · Berlijn (Commewijne) · Berlijn (Para) · Bethlehem · Boksweide · Boston · Botany Bay · Boxel · Bronswijk · Brouwerslust · Bruinendaal · Bucklebury · Buitenrust · Burnside · Cadrosspark · Caledonia · Campenburg · Cannewapibo · Catharina Sophia · Clevia  · Cliffort-Kokshoven · Clyde · Concordia · Concordia en een Kwart Lot · Courcabo · De Dageraad · De Goede Vriendschap · De Resolutie · De Vier Hendrikken · Diamond · Dijkveld · Domburg · Dordrecht · Eendragt · Elisabeth's Hoop · Ellen · L'Espérance (Nickerierivier) · L'Espérance (Surinamerivier) · Esthersrust · Fairfield · Fortuin · Flora · Florentia · Frederiksburg · Frederiksdorp · Frederikslust · Geertruidenberg · Geyersvlijt · Glensander · Gloria · Groot Chatillon · Groot Marseille · Guadeloupe · Hague · Hamburg · Hamilton · Hamptoncourt · Hannover · Hazard · Hebron · Hecht en Sterk · Hooyland · Hope · Houttuin · Huntly · Huwelijkszorg · Inverness · Jagtlust · Jodensavanne · Johan & Margaretha · Johanna Catharina · Johanna Maria · Johannesburg · John · Katwijk · Kent · Kerkshoven · Killenstein · Klein Bellevue · Kleinhoop · Krappahoek · Kroonenburg · Kwatta · La Jalousie · La Prosperité · La Rencontre · La Ressource (Saramacca) · La Ressource (Surinamerivier) · La Singularité · Laarwijk · Leasowes · Leliëndaal · Leonsberg · Livorno · Longmay · Lunenburg · Lust en Rust · Lustrijk · Maasstroom · Margarethenburg · Maria Petronella · Mariënbosch · Mariënburg · Margaretha's Gift · Mary's Hope · Meerzorg · Merveille · Moed en Kommer · Mon Bijou · Mon Souci · Mon Trésor · Monnikendam · Mopentibo · Morgenster · Moy · Nieuw Mocha · Nieuwzorg · Nieuwe Aanleg · De Nieuwe Grond · Nijd en Spijt · Novar · Nursery · Nut en Schadelijk · Onoribo · Onverwacht · Oranibo · Ornamibo · Overbrug · Overtoom 
· Oxford · Palestina · Paradise · Persévérance · Petersburg · Picardië · Peperpot · Pieterszorg · Plaisance · Poelwijk · Potosie · Purmerend · Reijnsdorp · Reijnsfort · Rijnberk · Roosenburg · Rorac · Rust en Werk · Rustenburg · Saltzhalen · Sans Souci · Saphir · Sarah · Sardam · Schaapstede · Schoonoord · Sinabo en Gelre · Sint Barbara · Sint Eustatius · Slootwijk · Sorgvliet · Spieringshoek · Standvastigheid · Suidwijn · Suzanna's Daal · Toevlugt (Surinamerivier) · Tout Lui Faut · Toledo · Totness · Tyronne · 't Vertrouwen · Victoria · Vierkinderen · Visserszorg · Voorburg · Voorzorg (Saramacca) · Vossenburg · Vredenburg · Vriendsbeleid en Ouderzorg · Vreeland · Waltonhall · Waldijk · Waterloo · Wederzorg · Welbedacht · Welgelegen (Commewijne) · Welgelegen (Coronie) · Welgevallen · Weltevreden · Wolffs Capoerica · Wolfenbüttel · 't Ylant · Zoelen · Zorg en Hoop (hout) · Zorg en Hoop (indigo) · Zorg en Hoop (katoen) · Zorg en Hoop (suiker)